# 巴勒達爾
巴勒达尔（？—1770年），博尔济吉特氏， 喀尔喀蒙古札萨克图汗部人。清朝蒙古王公。达延汗巴图蒙克后裔，札萨克图汗格哷克延丕勒长子。
乾隆六年（1741年），袭封为札萨克多罗郡王。乾隆七年（1742年），袭札萨克图汗号，授盟长。乾隆十三年（1748年），以所属多尔济匿厄鲁特逃人被人参劾，乾隆帝下诏免。乾隆十七年（1752年），与副都统达青阿以兵三千驻防科布多东南鄂尔海喀喇乌苏。乾隆十八年（1753年），向朝廷献驼马军。乾隆十九年（1754年），杜尔伯特部台吉车凌归降，被喀尔喀部虐待，他受命驻防巴雅，后来车凌蒙克的儿子巴朗叛逃，他报知乌里雅苏台军，分录追击。乾隆二十一年（1756年），受命攻打和托辉特部青衮咱卜，担任所部副将军。乾隆二十三年（1758年），入朝，命乾清门行走。乾隆二十五年（1760年），扈从清高宗木兰秋闱，赐三眼花翎和黄马褂。乾隆三十年（1765年），命御前行走。